# 鲕粒灰岩
鲕粒灰岩（英文：Oolite），又稱鸡蛋石（Egg stone）是一种鲕粒（由同心层组成的球粒）。其名字源于希腊语boion的鸡蛋。严格的说鲕粒岩是由直径为0.25至2mm的鲕粒组成，而颗粒大于2mm时则称之为豆石。鲕粒类包括鲕粒岩和工业鲕粒。
鲕粒灰石呈球状，具有类似洋葱的层状构造。其形成一般认为是由于核被水不断搅动，碳酸钙绕核沉淀，不断长大。也有证据表明，其形成与一种藻类有关。

## 组成
鲕粒灰岩主要组成成分为碳酸钙，同时还会含有燧石、磷酸盐、白云石、赤铁矿或者铁矿
其中白云岩和燧石鲕粒是造成其独特质地的主要原因。在伯明翰附近的“红山”、阿拉巴马州发现的鲕粒赤铁矿就是属于鲕粒灰岩。
鲕粒岩由于其较小的粒径（0.2至1.22mm）而经常用于家庭水族箱的制作。
1. ↑  Alan P. Trujillo; Harold V. Thurman. . 电子工业出版社. : 107. ISBN 978-7-121-31675-3.